# Tytthoscincus panchorensis
Tytthoscincus panchorensis — вид сцинкоподібних ящірок родини сцинкових (Scincidae). Ендемік Малайзії. Описаний у 2016 році.

## Поширення і екологія
Tytthoscincus panchorensis відомі з типової місцевості, розташованої в заповіднику Букіт-Панчор, що знаходиться на південному сході від міста Сангланг, на крайньому південному сході штату Пінанг на північному заході Малайського півострова, на висоті 79 м над рівнем моря. Вони живуть у вологих рівнинних і заболочених тропічних лісах.